# Raphaël Perraud
Pour les articles homonymes, voir Perraud.
Raphaël Perraud est un violoncelliste français, né en 1970, premier violoncelle solo de l'Orchestre national de France.

## Biographie
Il entre à l'âge de 17 ans au Conservatoire national supérieur de musique de Paris dans la classe de Jean-Marie Gamard et obtient son premier prix de violoncelle et de musique de chambre trois ans plus tard. Il est sélectionné pour suivre au Conservatoire national supérieur de musique de Lyon le cycle de perfectionnement dans la classe d'Yvan Chiffoleau, ce qui lui donne l'occasion de bénéficier des masterclasses de Janos Starker, Roland Pidoux et Siegfried Palm. 
Il s'est produit en concert avec l'Orchestre symphonique de Mulhouse, l'Orchestre national de France dont il est le super-soliste (double-concerto de Brahms avec Kurt Masur et Sarah Nemtanu) l'Orchestre de chambre de Toulouse, l'Orchestre philharmonique de la Radio de Prague, l'Orchestre philharmonique de Pardubice, l'Orchestre de chambre Josef Suk, l'Orchestre philharmonique de Brno, a été membre du quatuor Renoir et a parcouru l'Europe, l'Asie, l'Amérique. On l'a vu au théâtre des Champs-Élysées, au théâtre du Châtelet, à la Maison de Radio France, à la salle Chopin Pleyel, à la Filature à Mulhouse, à Rudolfinum à Prague, à l'Opéra de Shanghaï. Il est membre du Traffic Quintet de Dominique Lemonnier qui interprète des musiques de films. A participé à un documentaire sur Henri Dutilleux où le compositeur a été fortement impressionné par son interprétation des 3 Strophes sur le nom de SACHER.
Ses partenaires sont Emmanuel Pahud, Vahan Mardirossian, Éric Le Sage, Daishin Kashimoto, Nicolas Dautricourt, Frank Braley, Guy Braunstein, Elena Rozanova, Laurent Waschal, Olivier Chauzu.
Raphaël Perraud a également été professeur assistant au Conservatoire national supérieur de musique de Paris et enseigne actuellement au CRR de Rueil-Malmaison.

## Prix internationaux et distinctions
2e prix premier nommé au Concours international "Printemps de Prague" (1994)

## Discographie
- Debussy, La musique de chambre. Solistes de l'Orchestre national de l'Opéra de Paris. UT3 Records.